# 秦野市カルチャーパーク
秦野市カルチャーパーク（はだのしカルチャーパーク）は、神奈川県秦野市にある都市公園。日本の都市公園100選に選定されている。旧名称は秦野中央運動公園。

## 概要
秦野盆地の中央に位置し、総合体育館や野球場、陸上競技場、市民プールのほか市立図書館と文化会館（多目的ホール）を備えた市民のスポーツと文化の中心施設。北に丹沢山地を臨み、春には隣接するみずなし川緑地に植えられた約1㎞の桜並木に多くの花見客が訪れる。
1980年（昭和55年）に姉妹都市のパサデナ市の市長が訪れた際には、公園を称賛し、参考にしたいと設計図などを求めた。園内にはパサデナ通りがあり、同市との友好提携の経過を記した碑が設置されている。

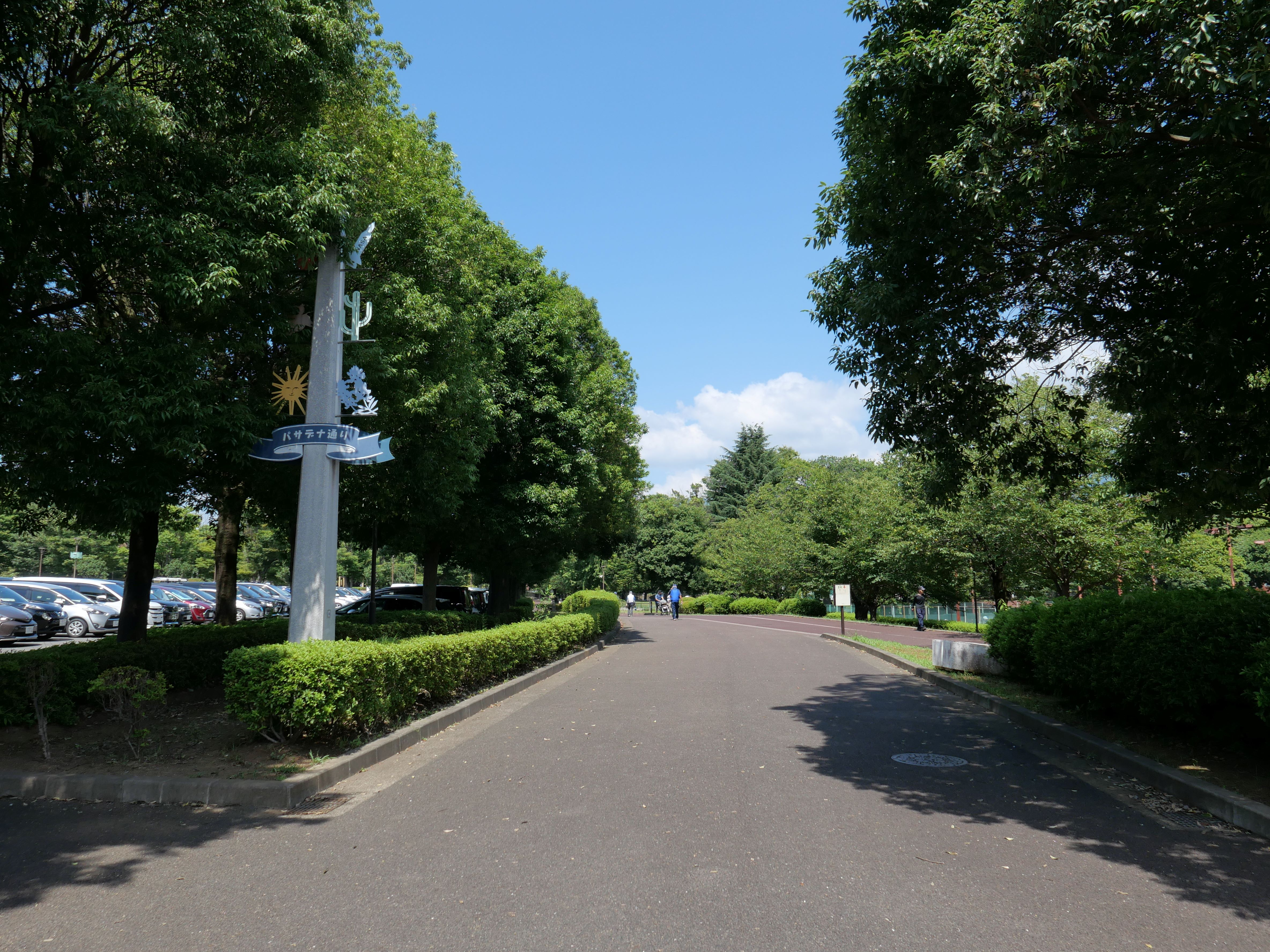
園内にあるパサデナ通り、2024年8月撮影

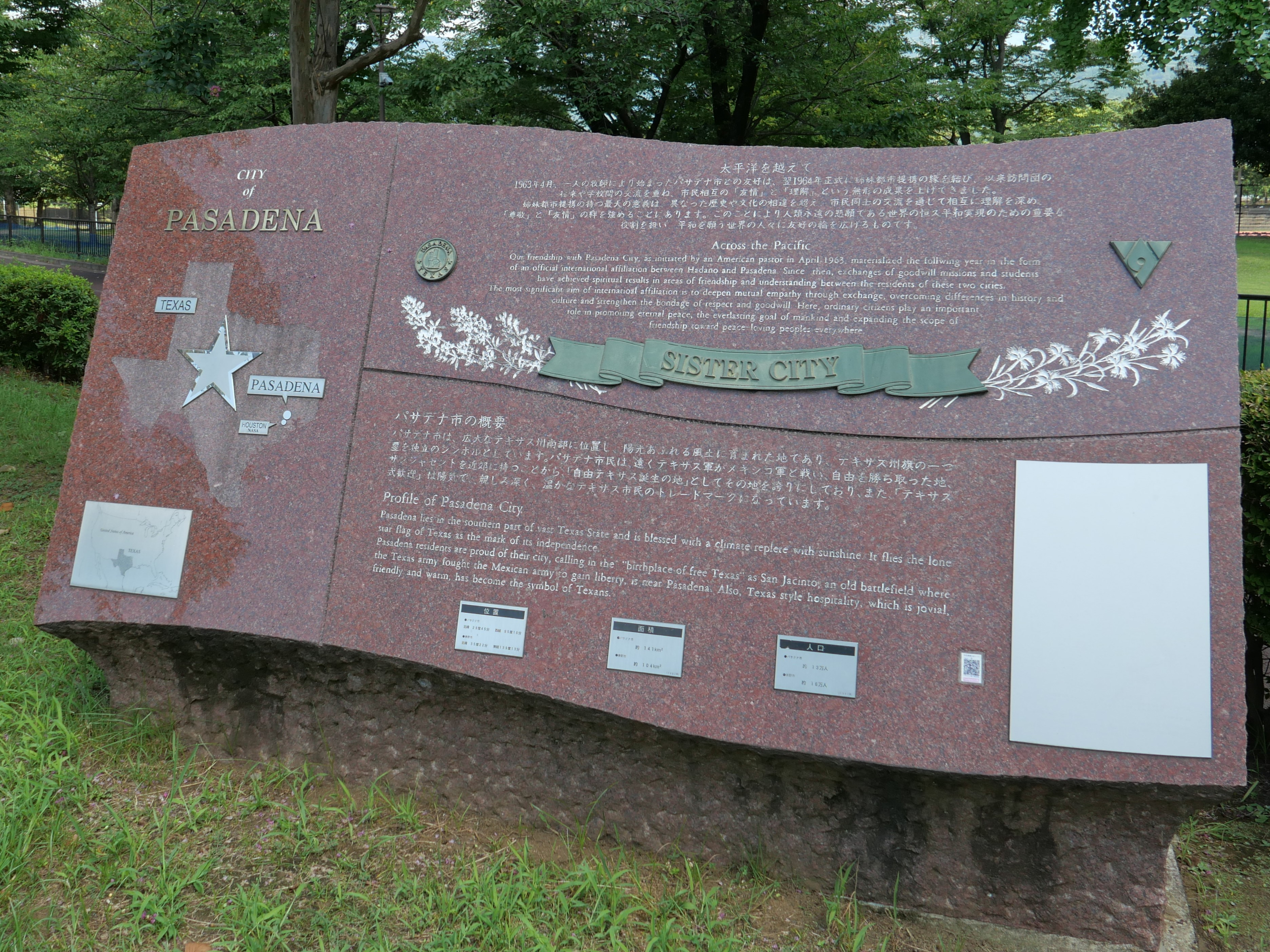
パサデナ市姉妹都市の説明碑、2024年8月撮影

## 歴史
- 1972年（昭和47年）
  - 3月 - 野球場完成[3][注釈 1]。
  - 9月10日 - 球場開きが行われ、市内中学校の対抗戦と巨人・大洋の二軍戦が行われた[5][6]。
- 1973年（昭和48年）3月 - 陸上競技場[注釈 2]、テニスコート[注釈 3]完成[3]。
- 1974年（昭和49年）3月 - 競泳用・子供用プール、バレーコート（当時）完成[3][7][8][注釈 4]。
- 1979年（昭和54年）10月10日 - 中央運動公園完成[9]。体育の日にあわせて記念式典を実施し、「健康の泉」ブロンズ像が除幕された[10]。
- 1980年（昭和55年）11月 - 秦野市文化会館開館[11]。
- 1985年（昭和60年）11月 - 秦野市立図書館開館[12]。
- 1989年（平成元年）7月 - 日本の都市公園100選に選定（当時の名称は秦野中央運動公園）。
- 1996年（平成8年）6月 - 秦野市総合体育館開館[13]。
- 2016年（平成28年）
  - 4月 - それまで愛称であった秦野市カルチャーパークを条例により正式名称に定めた[14][15]。
  - 5月 - バラ園オープン。
- 2017年（平成29年）3月 - カルチャーパークの再編整備事業が完了し、バリアフリー化や園内施設の間を通っていた車道を車両進入禁止としジョギングコースに改修するなど利便性の向上を図った[16]。
- 2022年（令和4年）4月 - 公園の指定管理者にミズノグループを指定（文化会館と図書館を除く）[17]。

## 主な施設
- 秦野市文化会館（クアーズテック秦野カルチャーホール）
- 秦野市立図書館
- 秦野市総合体育館（メタックス体育館はだの）
  - メインアリーナ（最大1944席）
  - サブアリーナ
  - トレーニングルーム
  - ランニングコース（220m）
  - 第一武道場（剣道など）
  - 第二武道場（柔道など）
  - 弓道場（5人立ち・近的）
- 中央こども公園（ペコちゃん公園はだの）
- 陸上競技場 - 日本陸上競技連盟第3種公認
- 野球場（中栄信金スタジアム秦野）
  - 両翼94m、センター120m、観客3000人収容、照明設備・電光掲示板あり
- 庭球場：砂入り人工芝コート10面、照明設備あり
- ジョギングコース
  - Aコース：1280m
  - Bコース：790m
  - Cコース：720m
- 水泳プール（7月1日から9月第1日曜日まで利用可能）
  - 50メートルプール
  - こども用プール
- じゃぶじゃぶ池
- バラ園
- みずなし川緑地（一部）
- みずなしがわさぼう公園
- じょうや児童遊園地

出典

## アクセス
- 小田急秦野駅から神奈川中央交通のバスで渋沢駅・秦野駅行きで、運動公園前で下車、徒歩5分。

## イベント
- 3月 - 秦野桜まつり
- 4月 - 水無川芝桜まつり

## ギャラリー

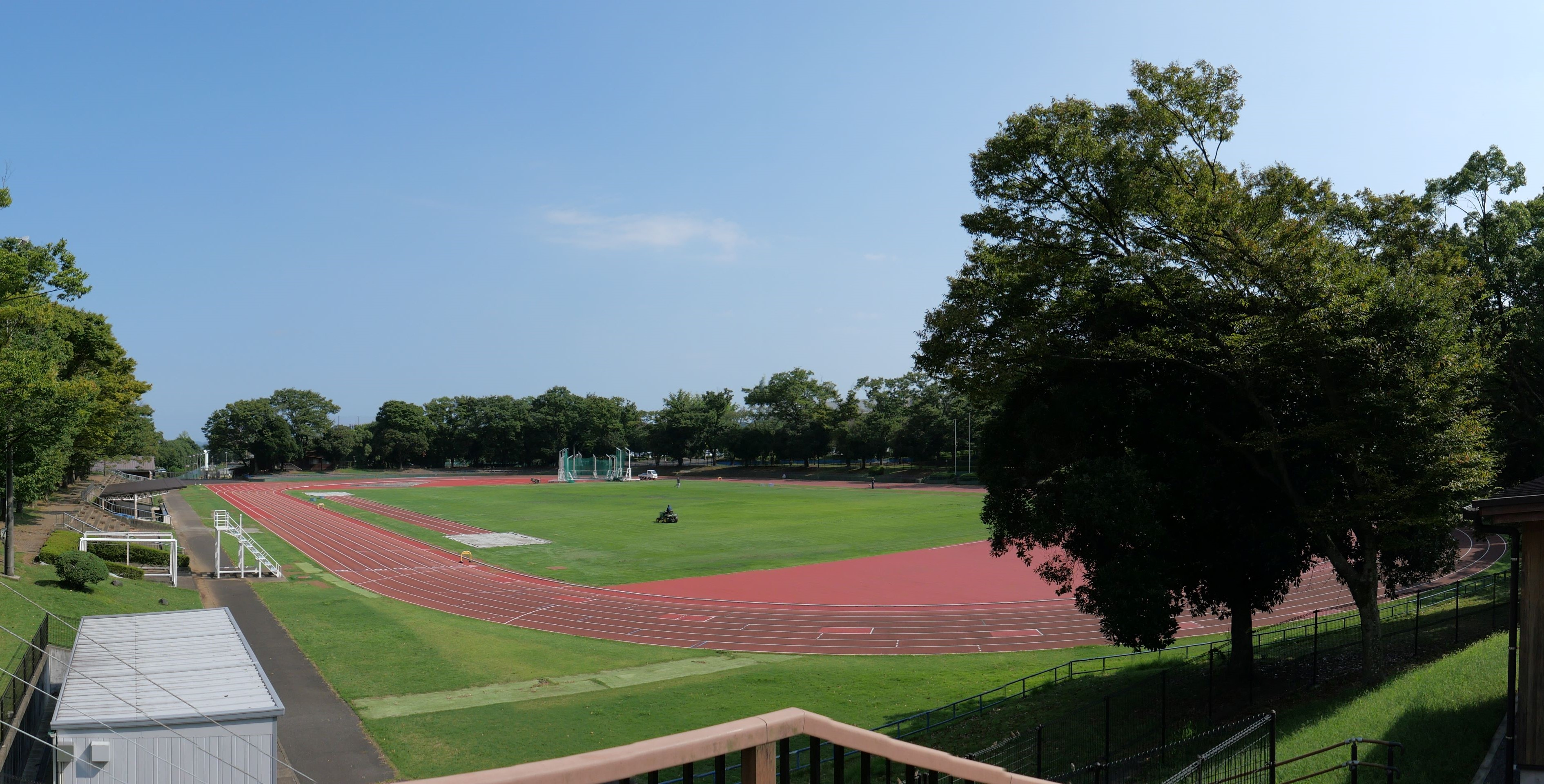
陸上競技場、2024年9月パノラマ撮影
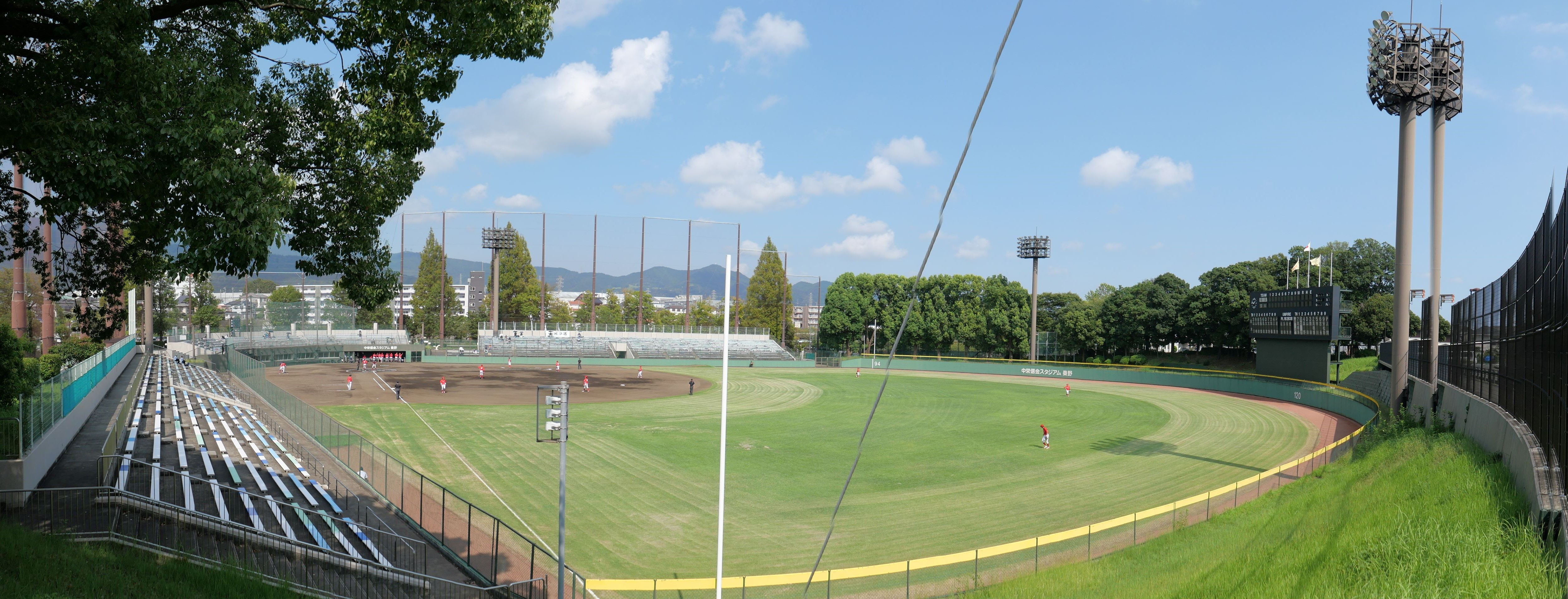
野球場、2024年9月パノラマ撮影
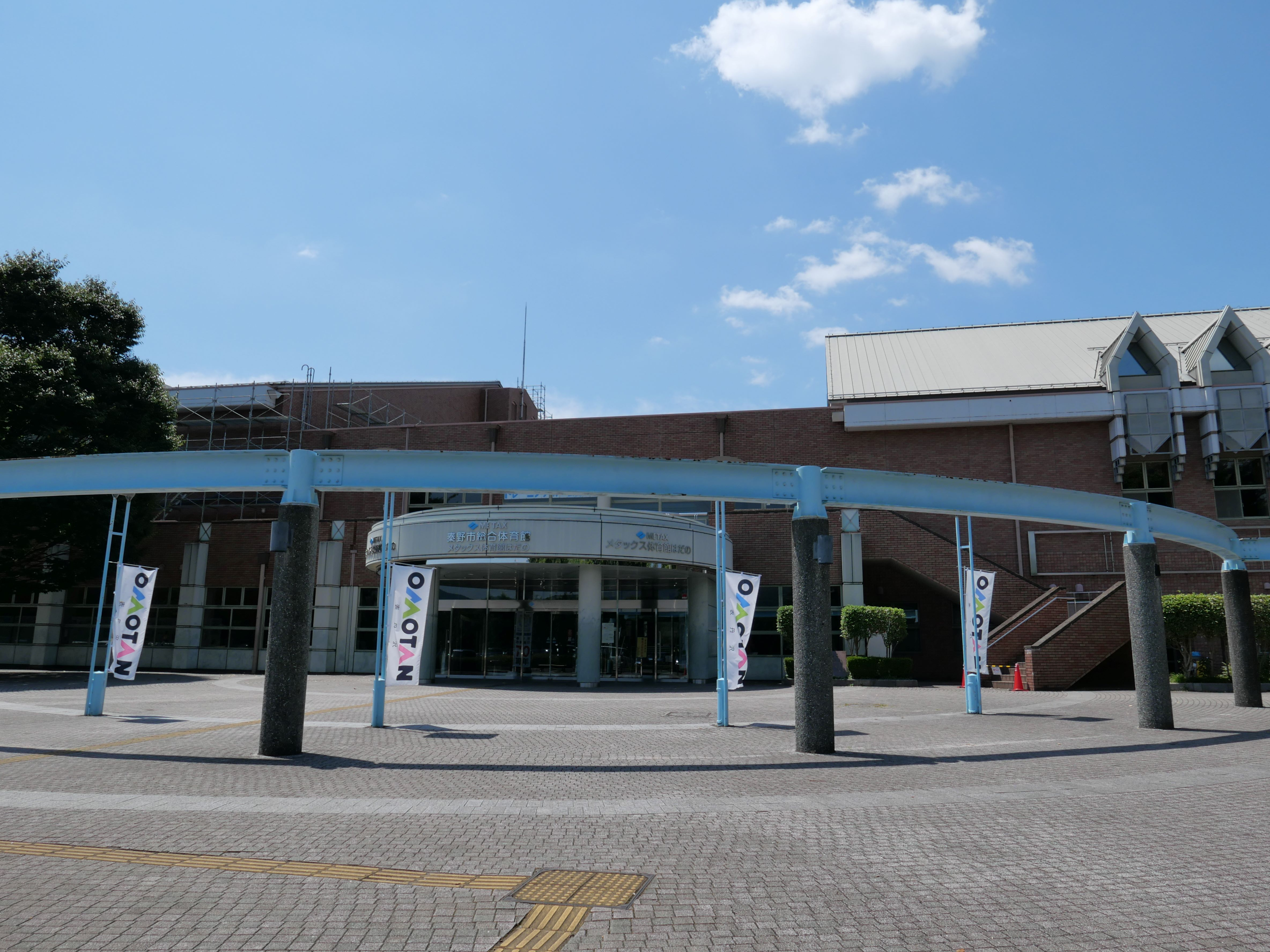
秦野市総合体育館、2024年8月撮影
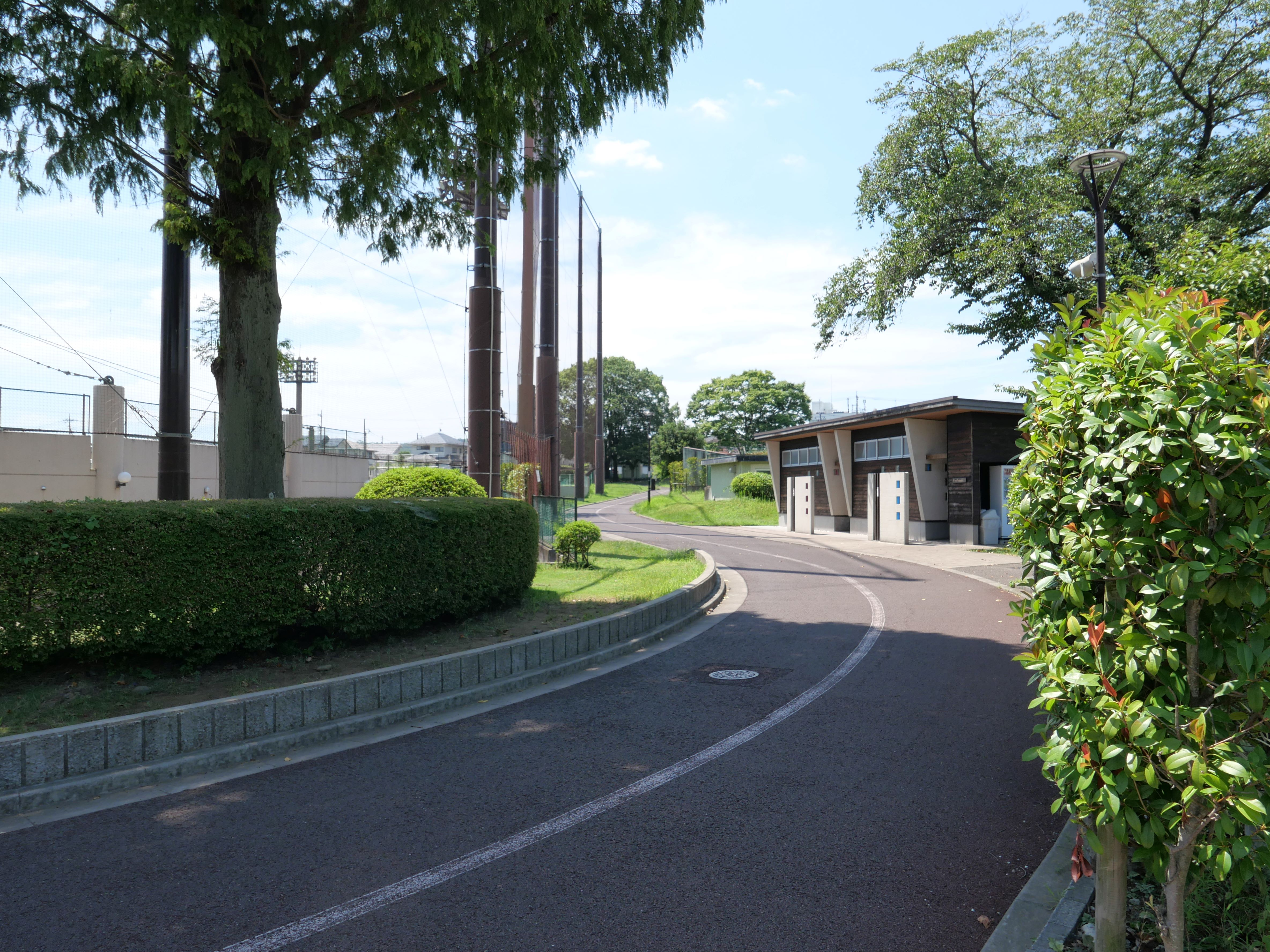
ジョギングコース、2024年8月撮影
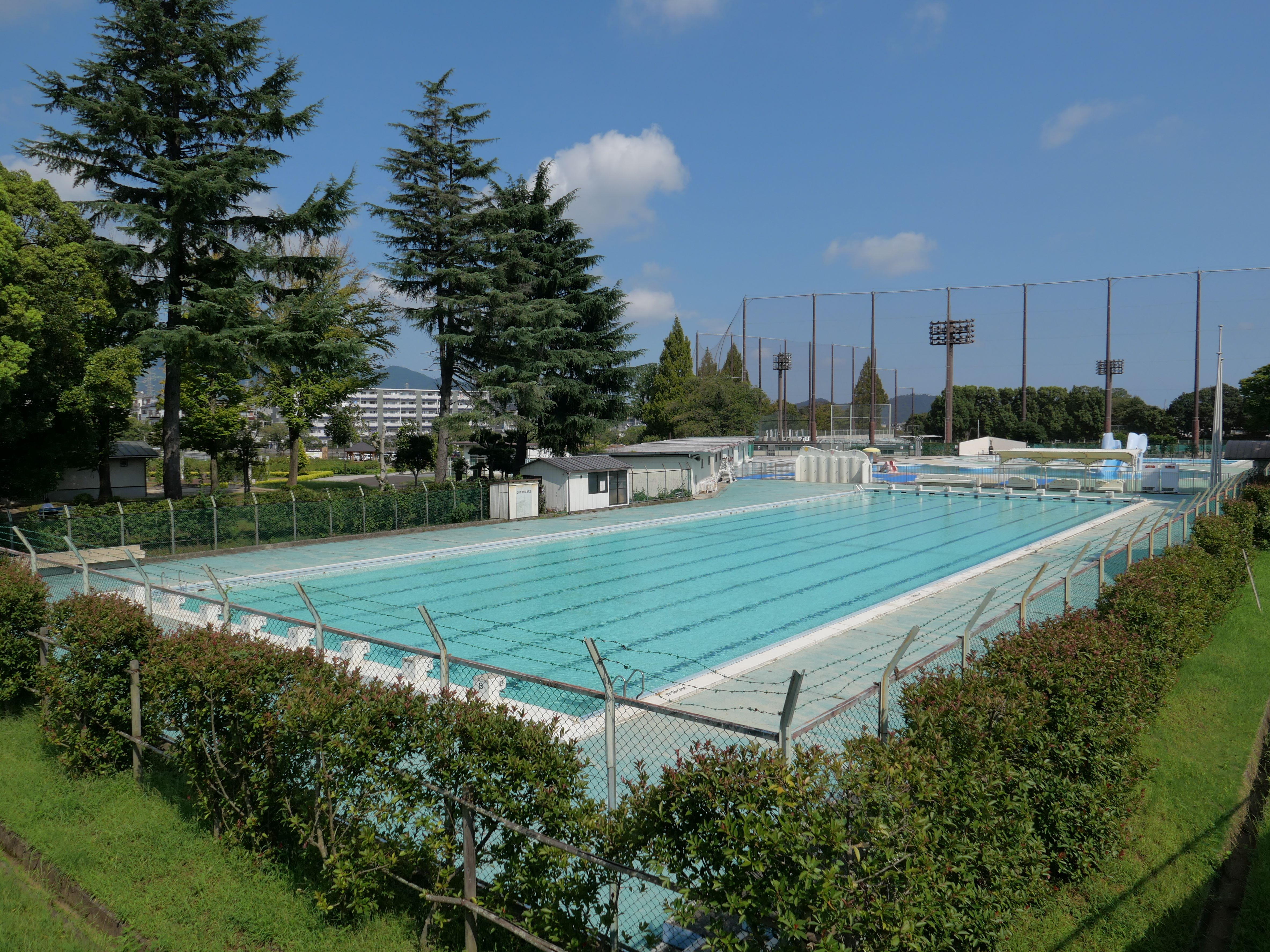
プール、2024年9月撮影
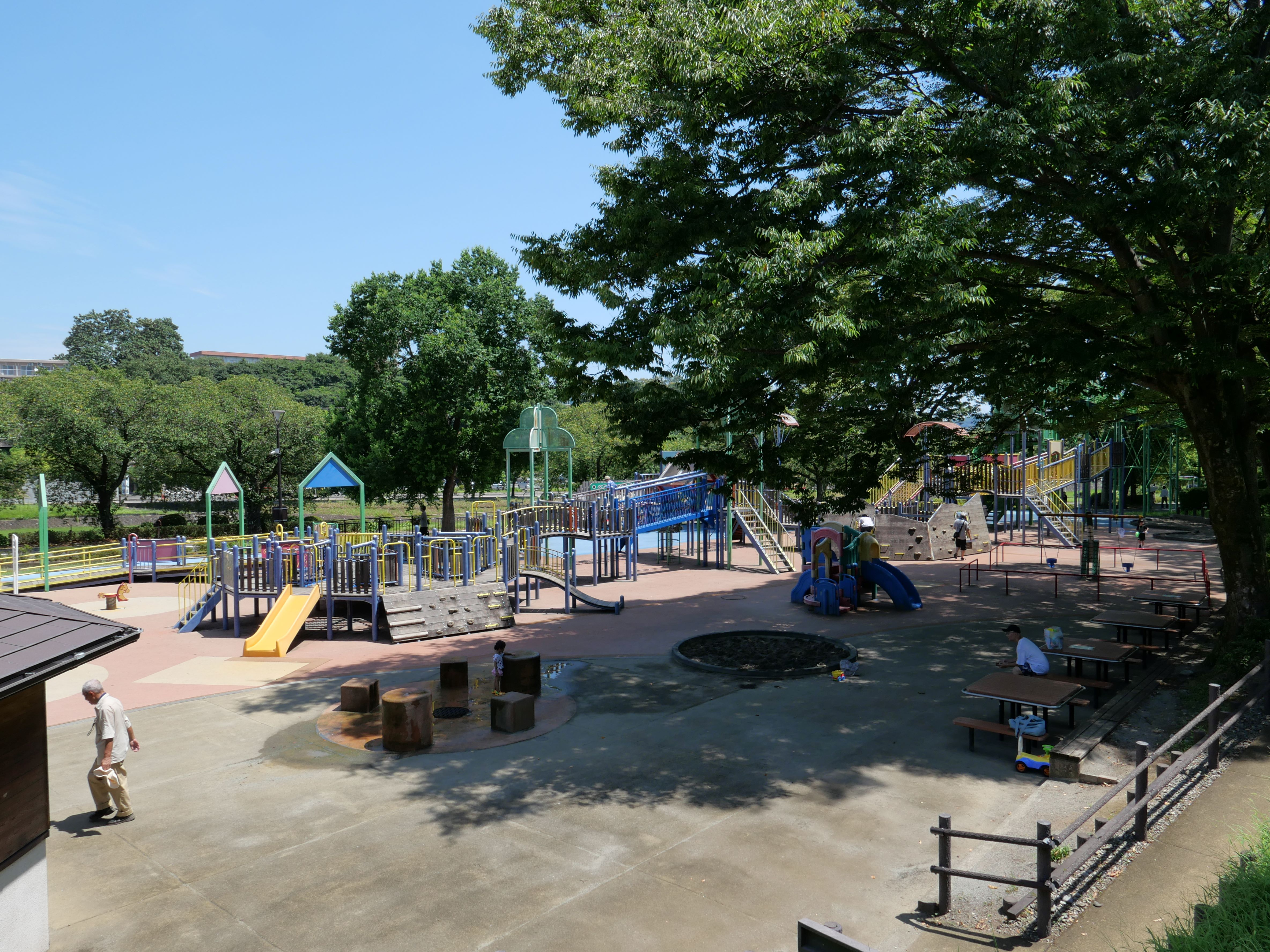
中央こども公園、2024年8月撮影
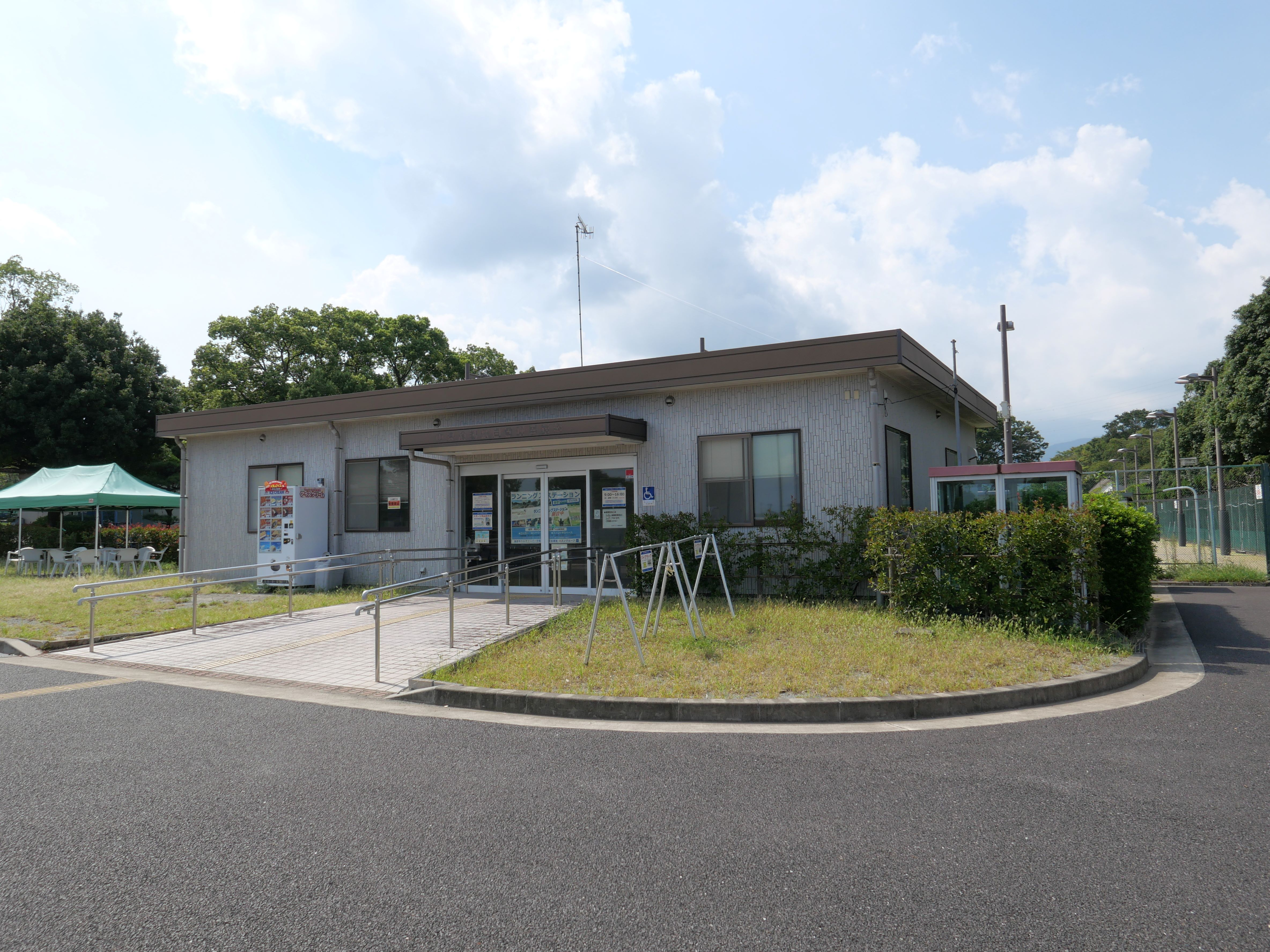
ランニングステーション（旧公園管理事務所）、2024年9月撮影
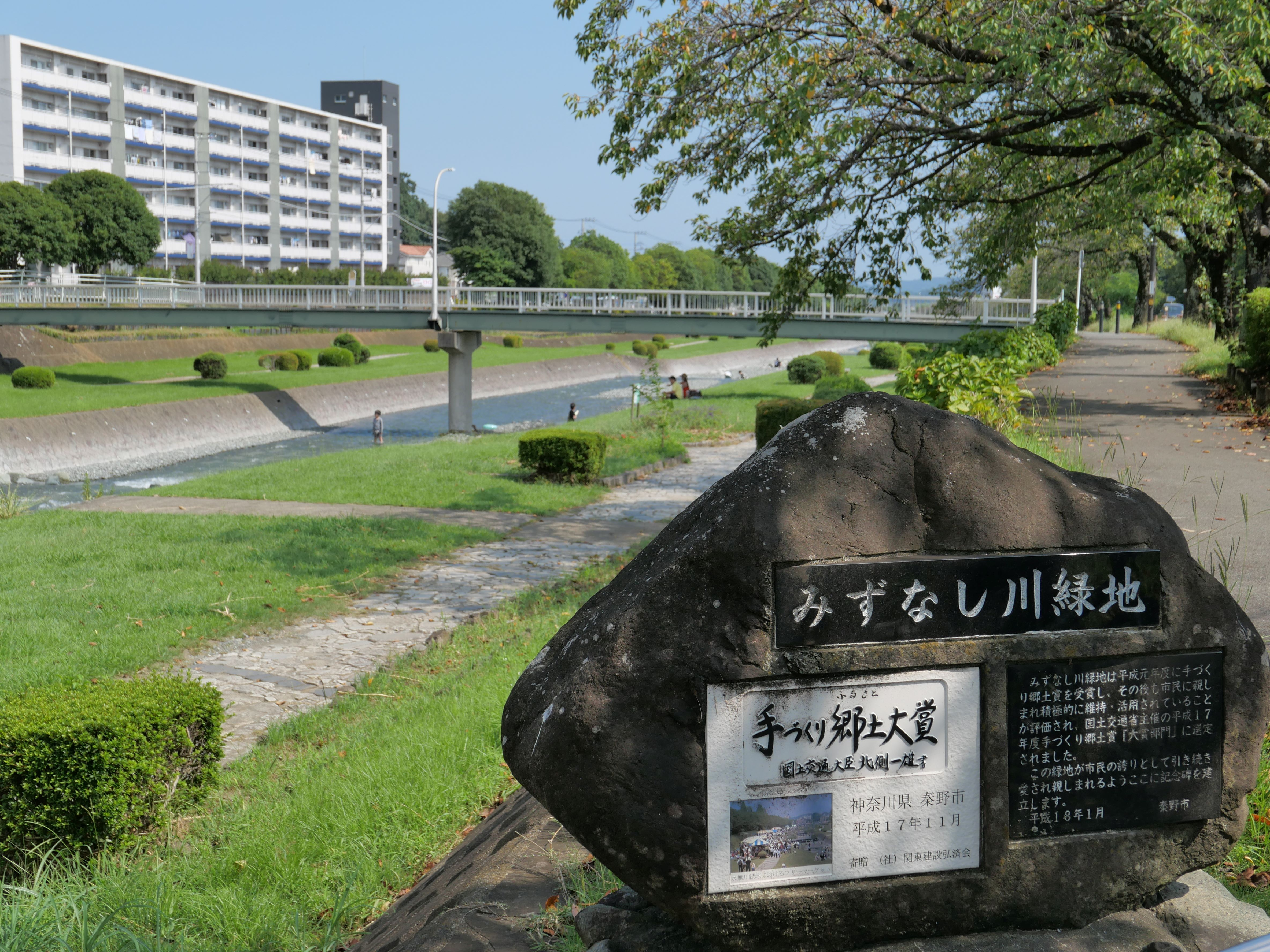
みずなし川緑地、2024年9月撮影

## 関連条例
- 秦野市都市公園条例 - 2023年（令和5年）12月19日施行
- 秦野市カルチャーパーク条例 - 2016年（平成28年）4月1日施行
- 秦野市カルチャーパーク条例施行規則 - 2019年（平成31年）4月1日施行
- 秦野市カルチャーパーク及び秦野市立おおね公園に係る指定管理者選定評価委員会規則 - 2021年（令和3年）3月26日施行